# Darío Villanueva Prieto
Darío Villanueva Prieto (Vilalba, 5 de juny de 1950) és un teòric i crític literari espanyol, escollit director de la Reial Acadèmia Espanyola l'11 de desembre de 2014.
És professor de la Facultat de Filologia de la Universitat de Santiago de Compostel·la, on és Catedràtic de Teoria de la literatura i Literatura comparada.
Entre 1994 i 2002, va ser rector de la Universitat de Santiago de Compostel·la. És membre de la Fundació Xaime Quesada Blanco, creada el 2007 per Jaime Quesada Porto. Trentè director de la Reial Acadèmia Espanyola, el fins ara secretari des de desembre 2009, i després de la renúncia de José Manuel Blecua ha estat escollit l'11 de desembre de 2014 per votació dels acadèmics (28 contra 5). Va prendre possessió del seu càrrec el 8 de gener de 2015.

## Biografia
Fill d'asturià i gallega, la seva infància va transcórrer a Ḷḷuarca (Astúries), on el seu pare exercia com a jutge. Els estudis de batxillerat va seguir a Lugo, on s'havia trasllat la seva família, que des de 1970 va fixar definitivament la residència a La Corunya. És Acadèmic de la Reial Acadèmia Espanyola des de 2007, ocupant la butaca de la lletra D. El seu discurs d'ingrés, llegit el 8 de juny de 2008, versava sobre «El Quixot abans del cinema».
És membre de l'Associació Internacional d'Hispanistes, de la Societat Espanyola de Literatura General i Comparada i en l'actualitat n'és president, de l'Associació Espanyola de Teoria de la literatura (ASETEL), que va presidir entre 1996 i 2001, de la Societat Espanyola de Semiòtica i de la Twentieth Century Spanish Association of America.
Va ser secretari i posteriorment degà de la Facultat de Filologia de la Universitat de Santiago de Compostel·la entre 1978 i 1990. Al juny de 1994 va ser elegit com a Rector d'aquesta universitat i al maig de 1998 va ser reelegit per a un segon i últim mandat de quatre anys.
Va ser professor visitant de l'Escola espanyola de Middlebury College (Vermont) el 1987; en les tardors de 1988 i 1993 de la Universitat de Colorado a Boulder, al claustre de la qual pertany des de 1989 en qualitat de Catedràtic adjunt; i entre 1989 i 1991 de la Universitat de Borgonya (Dijon).
Ha escrit durant més de quaranta anys en publicacions generalistes i especialitzades, destacant la seva labor com a crític literari del suplement El Cultural del diari El Mundo. Darío Villanueva ha rebut diversos premis, com ara la Insígnia d'Or del Grup Compostela d'Universitats, l'Orde Nacional al Mèrit d'Equador, en grau d'oficial (2001) i la Medalla Castelao (2005).
Està casat amb María Ermitas Penas Varela, professora de literatura espanyola a la Universitat de Santiago de Compostel·la. El 1978 va néixer la seva filla Beatriz, i el 1984 el seu fill José Francisco.

## Obra publicada
- “El Jarama" de Sánchez Ferlosio. Su estructura y significado, 1973, Universidad de Santiago de Compostela, 167 páginas. Segunda edición corregida y revisada, Edition Reichenberger/Universidad de Santiago de Compostela, Kassel/Santiago de Compostela, 1994, 252 páginas.
- Estructura y tiempo reducido en la novela, Editorial Bello, Valencia, 1977, 356 páginas. Segunda edición revisada, Editorial Anthropos, Barcelona, 1994, 447 páginas.
- La novela lírica I. Azorín, Gabriel Miró y La novela lírica II. Pérez de Ayala, Jarnés, Ediciones Taurus, Madrid, 1983, dos volúmenes de 308 y 264 páginas, respectivamente.
- El comentario de textos narrativos: La novela, Ediciones Júcar/Ediciones Aceña, Madrid/Valladolid, 1989, 206 páginas. Segunda edición revisada, Ediciones Júcar, Gijón, 1992, 212 páginas. Tercera edición, 1995, 212 páginas.
- El polen de ideas. Teoría, Crítica, Historia y Literatura comparada, Promociones y Publicaciones Universitarias, Barcelona, 1991, 406 páginas.
- Trayectoria de la novela hispanoamericana actual, Madrid, Espasa-Calpe, 1991, 453 páginas. En colaboración con José María Viña Liste. El 1998 el Consejo Superior de Cultura de la República Árabe de Egipto publicó en El Cairo la traducción a la lengua árabe de esta obra, realizada por Mohamed Abuelata Abdel Rauof, catedrático y vicedecano de la Facultad de Al-Alsun en la Universidad Ain Shams de la capital egipcia. El libro tiene 527 páginas.
- Teorías del realismo literario, Instituto de España/Espasa-Calpe, Madrid, 1992, 231 páginas. Traducción inglesa de Mihai I. Spariosu y Santiago García-Castañón, Theories of Literary Realism, State University of New York Press, Albany, 1997, 190 páginas. Segunda edición española, corregida y aumentada, Biblioteca Nueva, Madrid, 2004, 253 páginas.
- La poética de la lectura en Quevedo, Universidad de Mánchester, 1995, vi + 46 páginas. Segunda edición, corregida y aumentada, Siruela, Madrid, 2007, 141 páginas.
- Retórica de la lectura y la comunicación periodísticas, La Voz de Galicia, La Coruña, 1995, 51 páginas.
- Cronología de la Literatura española, IV. Siglo XX (Primera parte), Ediciones Cátedra, Madrid, 1997, 1236 páginas. En colaboración con Margarita Santos Zas.
- Discurso do Rectorado (1994-2002), Consello Social da Universidade de Santiago de Compostela, 2003, 438 páginas.
- Valle-Inclán, novelista del modernismo, Tirant lo Blanch, Valencia, 2005, 198 páginas.
- Da palabra no tempo. Estudos e ensaios de literatura, Esapiral Maior/Auliga Ensaio, La Coruña, 2007, 319 páginas.
- Imágenes de la ciudad. Poesía y cine, de Whitman a Lorca, Ensayos Literarios de la Cátedra Miguel Delibes, Universidad de Valladolid, 2008, 286 páginas. Segunda edición corregida, 2009.
- El Quijote antes del cinema. Discurso leído el día 8 de junio de 2008 en su recepción pública por el Excmo. Sr. D. Darío Villanueva y contestación del Excmo. Sr. D. Pere Gimferrer, Real Academia Española, Madrid, 2008, 181 páginas.
- Las fábulas mentirosas. Lectura, realidad, ficción, Universidad Autónoma de Aguascalientes, 2008, 211 páginas.
- Después de la Galaxia Gutenberg y de la Galaxia McLuhan / After the Gutenberg Galaxy and the McLuhan Galaxy, edición bilingüe con traducción inglesa de Robert Dewey, Society of Spanish and Spanish-American Studies, Filadelfia, 2008, 133 páginas.
- Mario Vargas Llosa: La novela como literatura / Mario Vargas Llosa: The novel as literature, Edición Bilingüe, Bilingual Edition, con traducción inglesa de Hope Doyle D'Ambrosio, Society of Spanish and Spanish-American Studies, Temple University, Filadelfia, / Adler Enterprises LLC, Cincinnati, 2011, 210 páginas.
- Imágenes de la ciudad. Poesía y cine, de Whitman a Lorca (Cátedra), Poesía y cine, de Whitman a Lorca, Ensayos Literarios de la Cátedra Miguel Delibes, Universidad de Valladolid, 2008, 286 páginas.
- El Quijote antes del cinema. Discurso leído el día 8 de junio de 2008 en su recepción pública por el Excmo. Sr. D. Darío Villanueva y contestación del Excmo. Sr. D. Pere Gimferrer, Real Academia Española, Madrid, 2008, 181 páginas.
- Las fábulas mentirosas. Lectura, realidad, ficción, Universidad Autónoma de Aguascalientes, 2008, 211 páginas.
- Después de la Galaxia Gutenberg y de la Galaxia McLuhan / After the Gutenberg Galaxy and the McLuhan Galaxy, edición bilingüe con traducción inglesa de Robert Dewey, Society of Spanish and Spanish-American Studies, Philadelphia, 2008, 133 páginas.

## Edicions crítiques, estudis i pròlegs
- Edición y estudio de Camilo José Cela, La colmena, Ediciones Noguer, Barcelona, 1983, 400 páginas. Nueva edición, considerablemente ampliada, en Vicens-Vives, Barcelona, 1996, 297 páginas. Primera reimpresión, 1998; segunda, 2000 y tercera 2002. Segunda edición, corregida y aumentada, 2004. Primera reimpresión, 2007.
- Edición crítica y estudio de Gustavo Adolfo Bécquer, Desde mi celda, Editorial Castalia, Madrid, 1985, 218 páginas. Nueva edición, Editorial Castalia, Madrid, 1993.
- Edición y estudio de Pío Baroja, Las inquietudes de Shanti Andía, Editorial Espasa-Calpe, Madrid, 1988, 18ª edición, 346 páginas. Trigésimosegunda edición, Espasa-Calpe, Madrid, 2007.
- Edición y estudio de Ramón del Valle-Inclán, Sonata de invierno, Círculo de lectores, Barcelona, 1990, 148 páginas.
- Selección y estudio preliminar de Camilo José Cela. Páginas escogidas, Madrid, Espasa-Calpe, 1991, 288 páginas.
- Edición y prólogo de Emilia Pardo Bazán, Obras Completas I (Novelas), Biblioteca Castro, Madrid, 1999, XXXIX + 826 páginas. Trabajo realizado en colaboración con José Manuel González Herrán.
- Edición y prólogo de Emilia Pardo Bazán, Obras Completas II (Novelas), Biblioteca Castro, Madrid, 1999, XXV + 905 páginas. Con J. M. González Herrán.
- Edición y prólogo de Emilia Pardo Bazán, Obras Completas III (Novelas), Biblioteca Castro, Madrid, 1999, XXVIII + 963 páginas. Con J. M. González Herrán.
- Edición y prólogo de Emilia Pardo Bazán, Obras Completas IV (Novelas), Biblioteca Castro, Madrid, 1999, XXV + 777 páginas. Con J. M. González Herrán.
- Edición y prólogo de Emilia Pardo Bazán, Obras Completas V (Novelas), Biblioteca Castro, Madrid, 1999, XXIV + 745 páginas. Con J. M. González Herrán.
- Edición y prólogo de Emilia Pardo Bazán, Obras Completas VI (Novelas Cortas), Biblioteca Castro, Madrid, 2002. XXVII + 965 páginas. Con J. M. González Herrán.
- Edición y prólogo de Emilia Pardo Bazán, Obras Completas VII (Cuentos), Biblioteca Castro, Madrid, 2003, XXXIII + 410 páginas. Con José Manuel González Herrán.
- Edición y prólogo de Emilia Pardo Bazán, Obras Completas VIII (Cuentos), Biblioteca Castro, Madrid, 2005, XXIX + 841 páginas. Con José Manuel González Herrán.
- Edición y prólogo de Emilia Pardo Bazán, Obras Completas IX (Cuentos), Biblioteca Castro, Madrid, 2005, XXIX + 751 páginas. Con José Manuel González Herrán.
- Edición y prólogo de Emilia Pardo Bazán, Obras Completas X (Cuentos), Biblioteca Castro, Madrid, 2005, XXXVI + 738 páginas. Con José Manuel González Herrán.
- Selección y prólogo de Rafael Dieste, Obras literarias, Colección Obra Fundamental, Fundación Santander Central Hispano, Madrid, 2006, LV + 423 páginas.